# Insula (budova)

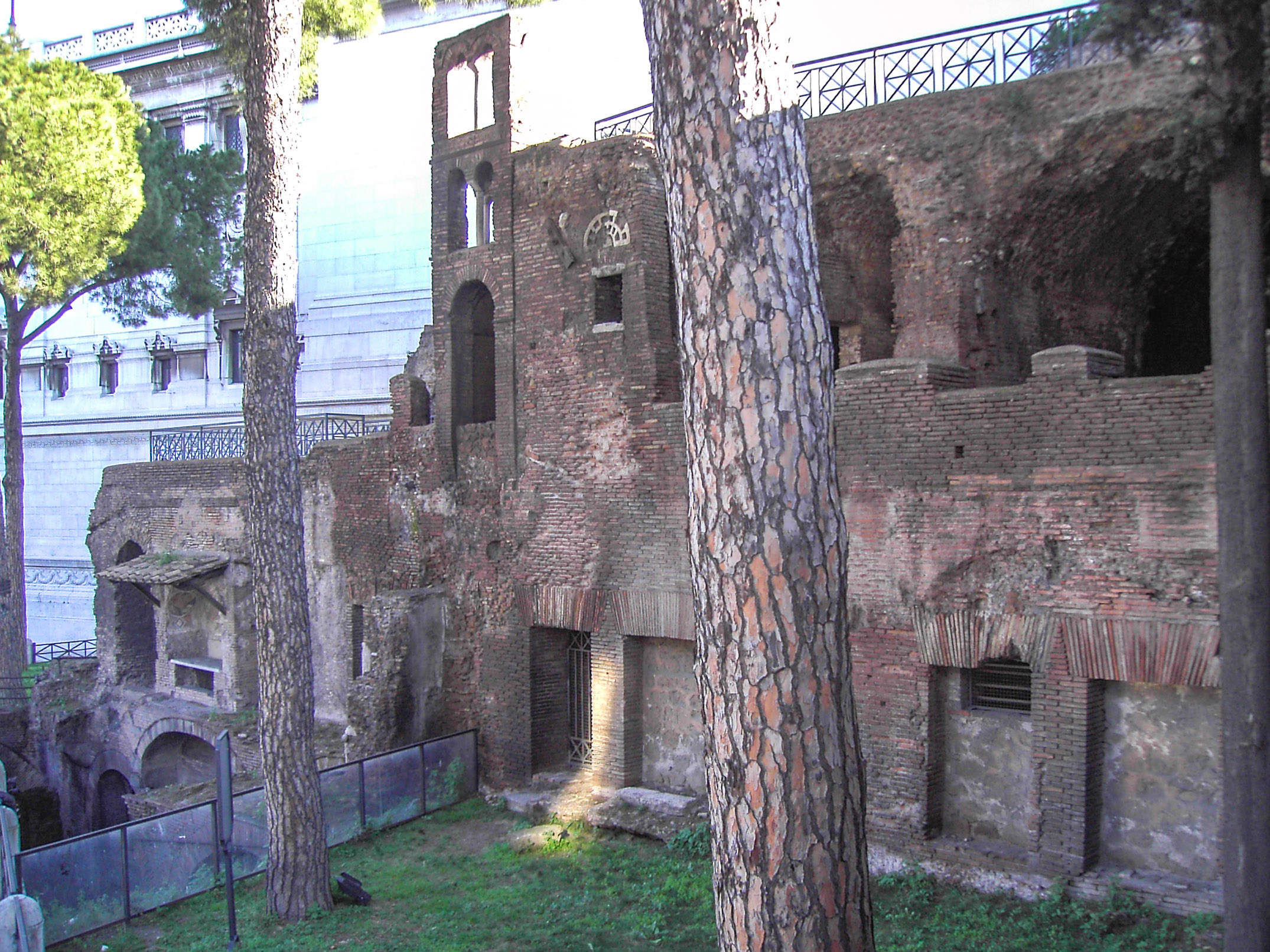
Zbytky insulae v Římě poblíž Kapitolu a Aracoeli

Insula (množné číslo insulae nebo insuly) představují v městské architektuře starověkého Říma velké nájemní domy pro nižší a střední třídy obyvatelstva (plebeje). V přízemí se nacházely taverny, dílny a obchody. Jejich obyvatelé žili v jednotlivých patrech.

## Historie
Urbanizace větších římských měst způsobila velkou poptávku po bydlení poblíž centra města. Samostatné domy (stavby domus či villa) byly pro většinu Římanů luxusem, který si mohli dovolit pouze ti bohatí. Z tohoto důvodu se začalo se stavbou nájemních bytových domů. Takové domy byly většinou stavěny s minimálními náklady a mnohdy ze spekulativních důvodů. Jejich konstrukce bývala nevalného charakteru, byly náchylné k požárům a zřícením. Kvůli těmto nebezpečím bývaly byty v nejvyšších patrech nejlevnější a zároveň i nejméně žádané.
Insulae mohly mít až 6 či 7 pater. Některé měly dokonce i 8 a 9 pater, ale takové byly postaveny ještě předtím, než byla vydána omezení velikosti stavěných domů. V insulae mohlo žít až 40 lidí na pouhých 400 m². V každé se většinou nacházelo 6 až 7 bytů.
Kvůli nebezpečí ohně a zřícení byla výška insulae omezena císařem Augustem na 70 římských stop (20,7 m) a posléze, po velkém požáru Říma, císařem Neronem na 60 římských stop (17,75 m). V době největšího rozvoje Říma se zde nacházelo až 50000 insulae ve srovnání s 2000 soukromými domy (tzv. domus).
Stejně jako domy majetných Římanů, byly i insulae vybaveny vodovody a kanalizací, jak je popisováno ve Strabónově díle.
Název „insulae“ byl odvozen od latinského výrazu pro ostrovy. Tyto budovy totiž z ptačí perspektivy vypadaly jako ostrovy ohraničené ze všech stran okolními ulicemi.
Římané byli první civilizací, která začala stavět bytové domy.